# Fontaines NE
| NE ist das Kürzel für den Kanton Neuenburg in der Schweiz. Es wird verwendet, um Verwechslungen mit anderen Einträgen des Namens Fontaines zu vermeiden. |

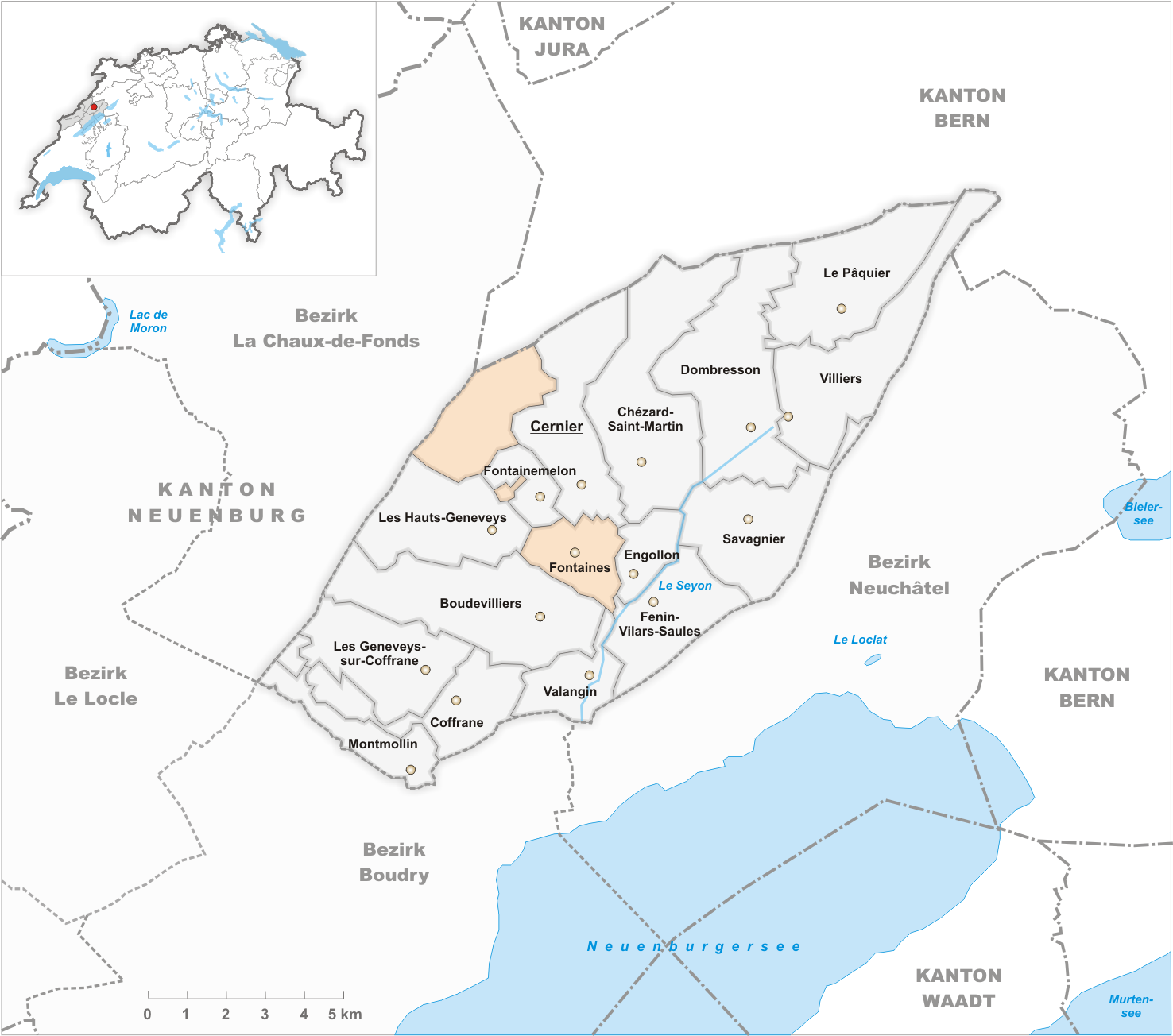
Gemeindestand vor der Fusion am 1. Januar 2013

Fontaines war eine politische Gemeinde im Distrikt Val-de-Ruz des Kantons Neuenburg in der Schweiz. Am 1. Januar 2013 fusionierte sie mit den Gemeinden Boudevilliers, Cernier, Chézard-Saint-Martin, Coffrane, Dombresson, Engollon, Fenin-Vilars-Saules, Fontainemelon, Les Geneveys-sur-Coffrane, Les Hauts-Geneveys, Montmollin, Le Pâquier, Savagnier und Villiers zur neuen Gemeinde  Val-de-Ruz.

## Geographie
Fontaines liegt auf 768 m ü. M., sechs Kilometer nordnordwestlich der Kantonshauptstadt Neuenburg (Luftlinie). Das Dorf erstreckt sich im zentralen Teil des Beckens Val de Ruz im Neuenburger Jura, an einem leicht nach Südosten geneigten Hang.
Die Fläche des 10,1 km² grossen Gemeindegebiets umfasst einen Abschnitt im Zentralteil der Synklinale des Val de Ruz. Der Gemeindeboden erstreckt sich von den leicht in die Ebene eingesenkten Tälchen des Seyon und des Morguenet nach Nordwesten bis unterhalb von Fontainemelon. Eine kleine Exklave befindet sich im Wald oberhalb von Fontainemelon. Eine zweite Exklave umfasst das Gebiet beidseits des Passübergangs Vue des Alpes auf der Antiklinale des Mont d’Amin und reicht im Norden in die Combes im Quellgebiet der Schüss (französisch Suze) sowie bis zur Petite Corbatière (1329 m ü. M.) und zu den Felsen Roche-aux-Cros am Rand eines Ausräumungskessels nördlich der Tête de Ran. Der höchste Punkt von Fontaines liegt mit 1404 m ü. M. auf dem Kamm des Mont d’Amin. Auf den Höhen von Mont d’Amin und Vue des Alpes befinden sich ausgedehnte Jurahochweiden mit den typischen mächtigen Fichten, die entweder einzeln oder in Gruppen stehen. Von der Gemeindefläche entfielen 1997 7 % auf Siedlungen, 29 % auf Wald und Gehölze, 63 % auf Landwirtschaft und etwas weniger als 1 % war unproduktives Land.
Zu Fontaines gehören der Weiler Les Loges (1240 m ü. M.) am Südhang der Vue des Alpes und einige Einzelhöfe auf den Jurahöhen. Nachbargemeinden von Fontaines sind Boudevilliers, Les Hauts-Geneveys, Fontainemelon, Cernier, Engollon, Fenin-Vilars-Saules, Valangin und La Chaux-de-Fonds im Kanton Neuenburg sowie Renan im Kanton Bern.

## Bevölkerung
Mit 1111 Einwohnern (Stand 31. Dezember 2012) gehört Fontaines zu den mittelgrossen Gemeinden des Kantons Neuenburg. Von den Bewohnern sind 91,0 % französischsprachig, 3,6 % deutschsprachig und 2,4 % italienischsprachig (Stand 2000). Fontaines hatte 1900 634 Einwohner; die Bevölkerungszahl sank bis 1950 auf 403 Einwohner, weist seither aber eine deutlich steigende Tendenz auf.

## Wirtschaft
Fontaines war lange Zeit ein hauptsächlich durch die Landwirtschaft geprägtes Dorf. Bereits Ende des 18. Jahrhunderts begann die Industrialisierung mit der Herstellung von Wanduhren und Automaten. Heute gibt es in Fontaines einige kleine Betriebe der Uhrenindustrie, der Druckindustrie und eine Ziegelei. Die Landwirtschaft hat dank der fruchtbaren Böden in der Senke des Val de Ruz weiterhin Bedeutung: Während im Talbecken Ackerbau vorherrscht, wird auf den Jurahöhen Viehzucht und Milchwirtschaft betrieben. In den letzten Jahrzehnten hat sich Fontaines zur Wohngemeinde entwickelt. Viele Erwerbstätige sind Wegpendler und arbeiten vor allem in Neuenburg oder in La Chaux-de-Fonds.
Die Region um die Vue des Alpes und die Tête de Ran ist ein beliebtes Ausflugsziel und Erholungsgebiet mit Restaurants und Übernachtungsmöglichkeiten. Im Bereich der Vue des Alpes und am Westhang von Derrière Tête de Ran sind im Winter mehrere Skilifte in Betrieb.

## Gesundheitswesen
Fontaines verfügt über ein öffentliches Spital für das Val-de-Ruz. Es gehört zum Klinikverbund Hôpitaux neuchâtelois (frz. für: Neuenburger Krankenhäuser).

## Verkehr
Die Gemeinde liegt an der Kantonsstrasse von Montmollin nach Chézard-Saint-Martin und hat Strassenverbindungen mit fast allen Nachbargemeinden. Die Gemeinde ist durch die Buslinie von Neuenburg via Cernier nach Villiers und durch eine lokale Linie im Val de Ruz an das Netz des öffentlichen Verkehrs angeschlossen. Von 1949 bis 1969 wurde die Gemeinde ausserdem durch die Überlandlinie 4 des Trolleybus Val de Ruz bedient.

## Geschichte
Spuren einer römischen Villa weisen auf eine Besiedlung zur Römerzeit hin. Die erste urkundliche Erwähnung des Dorfes erfolgte 1228 unter dem Namen Fontanes, der vom lateinischen fontana (Quelle) abgeleitet ist. Fontaines gehörte zur Herrschaft Valangin, die teils den Grafen von Neuenburg, teils den Grafen von Montbéliard unterstand und 1592 endgültig an Neuenburg kam. Seit 1648 war Neuenburg Fürstentum und ab 1707 durch Personalunion mit dem Königreich Preussen verbunden. 1806 wurde das Gebiet an Napoleon I. abgetreten und kam 1815 im Zuge des Wiener Kongresses an die Schweizerische Eidgenossenschaft, wobei die Könige von Preussen bis zum Neuenburgerhandel 1857 auch Fürsten von Neuenburg blieben. Von 1848 bis 1877 war Fontaines Hauptort des Bezirks Val-de-Ruz.

## Sehenswürdigkeiten
Die spätgotische Kirche Saint-Maurice wurde im 16. Jahrhundert in Form eines lateinischen Kreuzes in Anlehnung an die Stiftskirche Valangin erbaut; der Kirchturm stammt aus dem 17. Jahrhundert. Im Ortskern sind einige charakteristische Bauernhäuser aus dem 18. und 19. Jahrhundert erhalten.

## Persönlichkeiten
- André Calcio Gandino (* 1943), Berufsoffizier (Divisionär)